# Bondorf
Bondorf är en kommun och ort i Landkreis Böblingen i regionen Stuttgart i Regierungsbezirk Stuttgart i förbundslandet Baden-Württemberg i Tyskland.
Kommunen ingår tillsammans med kommunerna Gäufelden, Mötzingen och Jettingen i kommunalförbundet Oberes Gäu.